# قائمة رحلات عدلي منصور الرئاسية الخارجية
قام عدلي منصور رئيس جمهورية مصر العربية المؤقت، بـ6 رحلات دولية إلى 5 دول خلال فترة رئاسته المؤقتة بصفته رئيس المحكمة الدستورية العليا بعد عزل محمد مرسي رئيس مصر الخامس، وبدأت فترة منصور في 4 يوليو 2013 وانتهت في 3 يونيو 2014 وكان يهدف لإعادة علاقات بعض الدول مع مصر وتعزيزها مع المساندين لعزل مرسي.
عادة ما استقل منصور الطائرة الرئاسية من نوع «إيرباص إيه 340-200» في الرحلات الخارجية.
فيما يلي قائمة الرحلات الرئاسية الدولية للرئيس المصري عدلي منصور في الفترة الرئاسية المؤقتة:
«تشمل القائمة رحلات عدلي منصور خارج مصر بصفته رئيس الجمهورية في الفترة الرئاسية المؤقتة، ولا تشمل رحلاته داخل محافظات مصر بصفته رئيس الجمهورية، أو داخلها أو خارجها بصفته السابقة واللاحقة كرئيس المحكمة الدستورية العليا، ولا تشمل الاستقبالات الرئاسية داخل مصر أو الاتصالات الهاتفية الرئاسية»

## الملخص
- رحلة واحدة إلى: السعودية، الأردن، الإمارات العربية المتحدة، اليونان.
- رحلتان إلى: الكويت.

## دليل ألوان
رحلات لحضور القمة العربية
  رحلات لحضور مقابلات رئاسية ثنائية

## قائمة الرحلات
قام عدلي منصور بالرحلات الدولية التالية حتى نهاية الفترة الرئاسية المؤقتة في 3 يونيو 2014:
| الرقم                        | الدولة                   | المدينة التي قام بزيارتها | التاريخ             | المُستقبِل                       | سبب الزيارة ومجرياتها | المصدر |
| ---------------------------- | ------------------------ | ------------------------- | ------------------- | ------------------------------ | --- | ------ |
| • الرحلات الرئاسية الدولية • |                          |                           |                     |                                | |        |
| 1                            | السعودية                 | جدة                       | 7 - 8 أكتوبر 2013   | عبد الله بن عبد العزيز آل سعود | لقاء عبد الله بن عبد العزيز آل سعود ملك السعودية، للتعبير عن شكر وتقدير مصر للموقف المبدئي للسعودية التي ساندت إرادة الشعب المصري على المستويين السياسي والاقتصادي. لقاء سلمان بن عبد العزيز ولي عهد ونائب رئيس مجلس وزراء ووزير دفاع السعودية لبحث سبل تعزيز العلاقات المصرية السعودية. | [ 2 ]  |
| 2                            | الأردن                   | عَمّان                      | 8 أكتوبر 2013       | عبد الله الثاني بن الحسين      | لقاء ملك الأردن لمناقشة سبل دعم العلاقات المصرية الأردنية على مختلف المستويات، بما في ذلك أوضاع أبناء الجالية المصرية في الأردن. | [ 2 ]  |
| 3                            | الكويت                   | مدينة الكويت              | 30 أكتوبر 2013      | صباح الأحمد الجابر الصباح      | اجراء محادثات مع أمير الكويت لبحث العلاقات المصرية الكويتية وتدعيمها في المجالات الاقتصادية والاستثمارية والأوضاع العربية والإقليمية | [ 3 ]  |
| 4                            | الإمارات العربية المتحدة | أبو ظبي                   | 30 - 31 أكتوبر 2013 | محمد بن زايد آل نهيان          | لقاء محمد بن زايد آل نهيان ولي عهد أبو ظبي، لبحث العلاقات المصرية الإماراتية. زيارة مسجد وضريح الشيخ زايد آل نهيان وقراءة الفاتحة على روحه. | [ 4 ]  |
| 5                            | اليونان                  | أثينا                     | 20 يناير 2014       | كارولوس بابولياس               | إجراء مباحثات مع كل من رئيس اليونان ورئيس وزراء اليونان لتعزيز العلاقات الثنائية. | [ 5 ]  |
| 6                            | الكويت                   | مدينة الكويت              | 24 - 26 مارس 2014   | صباح الأحمد الجابر الصباح      | حضور فعاليات القمة العربية في دولة الكويت وإلقاء كلمة مصر أمام القمة. | [ 6 ]  |